# Вила-Велья-ди-Родан
Ви́ла-Ве́лья-ди-Ро́дан (порт. Vila Velha de Ródão; [ˈvilɐ ˈvɛʎɐ dɨ ˈʁɔdɐ̃ũ]) — посёлок городского типа в Португалии, центр одноимённого муниципалитета в составе округа Каштелу-Бранку. Численность населения — 2,1 тыс. жителей (посёлок), 4,1 тыс. жителей (муниципалитет). Посёлок и муниципалитет входит в экономико-статистический регион Центральный регион и субрегион Бейра-Интериор-Сул. По старому административному делению входил в провинцию Бейра-Литорал.

## Расположение
Посёлок расположен в 24 км на юго-запад от адм. центра округа города Каштелу-Бранку.
Муниципалитет граничит:
- на севере — муниципалитет Каштелу-Бранку
- на востоке — муниципалитет Каштелу-Бранку
- на юго-востоке — Испания
- на юге — муниципалитет Низа
- на западе — муниципалитет Масан, Проенса-а-Нова

## Население
| Население муниципалитета Вила-Велья-ди-Родан (1801—2004) | Население муниципалитета Вила-Велья-ди-Родан (1801—2004) | Население муниципалитета Вила-Велья-ди-Родан (1801—2004) | Население муниципалитета Вила-Велья-ди-Родан (1801—2004) | Население муниципалитета Вила-Велья-ди-Родан (1801—2004) | Население муниципалитета Вила-Велья-ди-Родан (1801—2004) | Население муниципалитета Вила-Велья-ди-Родан (1801—2004) | Население муниципалитета Вила-Велья-ди-Родан (1801—2004) | Население муниципалитета Вила-Велья-ди-Родан (1801—2004) |
| -------------------------------------------------------- | -------------------------------------------------------- | -------------------------------------------------------- | -------------------------------------------------------- | -------------------------------------------------------- | -------------------------------------------------------- | -------------------------------------------------------- | -------------------------------------------------------- | -------------------------------------------------------- |
| 1801                                                     | 1849                                                     | 1900                                                     | 1930                                                     | 1960                                                     | 1981                                                     | 1991                                                     | 2001                                                     | 2004                                                     |
| 2665                                                     | 3975                                                     | 6633                                                     | 8753                                                     | 8039                                                     | 5605                                                     | 4960                                                     | 4098                                                     | 3802                                                     |

## История
Посёлок основан в 1296 году.
Сражение у Вила-Велья (1762 год).

## Районы
В муниципалитет входят следующие районы:
1. Фрател
2. Перайш
3. Сарнадаш-де-Родан
4. Вила-Велья-ди-Родан